# McLaren 750S
La McLaren 750S est une supercar (coupé ou spider) du constructeur automobile britannique McLaren Automotive, produite à partir de 2023.

## Présentation
La McLaren 750S est présentée le 25 avril 2023. C'est un nouveau modèle qui ressemble beaucoup à un restylage de la 720S dont elle reprend la base.

## Caractéristiques techniques
La 750S repose sur la plateforme technique de la 720S, dont elle reprend le moteur V8 et 70 % des éléments techniques. La 750S étrenne une nouvelle boîte de vitesses séquentielle à sept rapports.

### Motorisation
| Logo de McLaren            | McLaren 750S                            |
| Moteur                     | V8                                      |
| Admission                  | Bi-Turbocompressé                       |
| Cylindrée (cm3)            | 3 993                                   |
| Puissance maximale ch (kW) | 750                                     |
| au régime de (tr/min)      | 7 500                                   |
| Couple maximal (N m)       | 800                                     |
| au régime de (tr/min)      | 5 500                                   |
| Boîte de vitesses          | Robotisée à double embrayage 7 rapports |
| Transmission               | Aux roues arrière (Propulsion)          |
| Vitesse maximale (en km/h) | 332                                     |
| 0-100 km/h (en s)          | Coupé : 2,7 Spider : 2,8                |
| 0-200 km/h (en s)          | Coupé : 7,2 Spider : 7,3                |
| 0-300 km/h (en s)          | Coupé : 19,8 Spider : 20,4              |
| Consommation (en L/100 km) | 12,2                                    |
| Émissions de CO2 (en g/km) | 276                                     |
| Masse à vide (kg)          | Coupé : 1277 Spider : 1326              |
| Capacité du réservoir (L)  | 72                                      |
| Norme environnementale     | Euro 6                                  |